# هربرت سبنسر هادلي
هربرت سبنسر هادلي (بالإنجليزية Herbert Spencer Hadley) وهو سياسي أمريكي ينتمي إلى الحزب الجمهوري ولد هربرت سبنسر هادلي في 20 فبراير / شباط من سنة 1872 في ولاية كنساس الأمريكية كان هادلي قد شغل منصب المدعي العام لولاية ميسوري ما بين عامي 1905 إلى عام 1909 وكما شغل هادلي منصب حاكم الرقم 32 على ولاية ميسوري ما بين عامي 1909 إلى عام 1913 توفي هربرت سبنسر هادلي في 1 ديسمبر / كانون الأول من سنة 1927 في ولاية ميسوري.